# Philortyx fasciatus
O colim-barrado (Philortyx fasciatus) é uma espécie de aves da família Odontophoridae. É o único membro do género 'Philortyx, descrito por John Gould em 1846.